# Dartmoor
Dartmoor je močvarno područje (tresetište) u središnjem Devonu, Engleska. Zaštićeno je kao nacionalni park što se odnosi na 954 četvornih kilometara .
Granitno uzvišenje datira iz razdoblja karbona. Najviša točka je High Willhays sa 621 metara iznad morske razine. Čitavo područje je bogato starinama i arheološkim nalazima.
Dartmoorom upravlja uprava dartmoorskog nacionalnog parka koja broji 22 člana.
Dijelovi Dartmoora su korišteni kao vojne streljane preko dvjesto godina. Dartmoor je popularno turističko odredište.
Kroz područje protječe rijeka Bovey, uz brojne druge rijeke.

## Znamenitosti
- Black Tor Beare - udaljena hrastova šuma
- Bowerman's Nose - neobična stijena
- Crkva Brentor  - crkva u zapadnom djelu trestišta
- Burrator Reservoir - kasni viktorijanski rezervoar
- Castle Drogo - edvardijanski dvorac na grebenu
- Childe's Tomb - drevne grobnice
- Crkvene kuće - iz 15. stoljeća u Južnom Tawtonu
- Cranmere Pool - originalo poštansko sanduče i mjesto mnogih legendi
- Crazywell Pool - umjetno jezero
- Dartmeet - mjesto susreta Istočnog i Zapadnog Darta
- Devonport Leat - kanal
- Duck's Pool - mjesto sjećanja na lokalnoj pisac Williama Crossinga
- Fernworthy  - brana i rezervoar
- Great Links Tor - dominantni stjenoviti vrh na sjeverozapadu tresetišta
- Gray Wethers - par starih kamenih krugova
- Grimspound - naselje iz brončanog doba
- Haytor Granite Tramway - rane tramvajske tračnice od kamena
- Haytor Rock - istaknuti vrh i vidikovac između Bovey Traceya i Widecombea
- High Willhays - najviša točka Dartmoora
- Hound Tor - hrapavi stjenoviti vrh s ostacima naselja iz željeznog doba
- Jay's Grave - tajanstvena grobnica
- Lydford Gorge - vrlo dubok i uzak kanjon rijeke Lyd s vodopadima
- Meldonska brana i vijadukt -
- Powdermills, Cherrybrook - ostaci mlina u blizini dva mosta
- Rattlebrook railway - ostaci željeznice
- Scorhill kamen krug - (izgovara se 'Scorill') dobro očuvan krug kamenja u blizini Teign-e-ver, Gidleigh
- Skaigh Valley - uska šumovita dolinu
- Tavistock Canal - kanal iz 19. stoljeća
- Tavy Cleave - rijeka
- Teign-e-ver - ušće Sjeverne Teign i Wallabrook
- Dva mosta - dva mosta iz 18. stoljeća
- Warren House Inn - najviši pub u jugozapadnoj Engleskoj
- Wheal Betsy -kuća na Blackdownu, Marytavy
- Widgery Cross - granitni križ na vrhu Brat Tor
- Wistman's Wood - šuma u dolini zapadnog Darta u blizini dva mosta

## Vanjske poveznice
- Dartmoor National Park Authority  Arhivirana inačica izvorne stranice od 2. travnja 2011. (Wayback Machine)